# Бекхайла
Бекхайла (Бек-Кхайл) — башенный комплекс на горе Бекхайла в Итум-Калинском районе Чеченской Республики. На северо-западе от местности Дукълой на гребне горы Бекхайла стоят две боевые башни. Крепость располагается недалеко от Верхнего Кокадоя.

## Народное предание
Предания говорят, что когда-то этими башнями владел один хозяин. Он был состоятелен, у него было много наёмных работников, земли и скота. Однажды иноплеменники окружили башни, но хозяин не стал сдаваться. Захватчики решили подождать, когда голод и жажда завершит осаду. Но у него было много продуктов, а по подземному водопроводу поступала вода. До этих событий он убил единственного сына у одинокой женщины. Вдова поклялась отомстить убийце. Женщина посоветовала осаждавшим напоить скот солёной водой и пустить его к башням. Так и поступили захватчики. Животные разрыли землю и отвели воду канала в сторону. Осаждённые, оставшись без воды, бежали под покровом ночи. С тех пор башни на горе Бекхайла пустуют.

## Описание
Упоминаемые в предании боевые башни стоят рядом на небольшой скалистой площадке. Первая башня находится в хорошем состоянии. Её стены из-за неровного основания имеют различную высоту. Средняя высота стены 10,8 м. Наружные размеры башни на уровне северо-западной стены, самой низкой из стен — 4,2×3,65 м. Вверху башня сужается до 3,1×2,9 м. Машикули обвалились, из стен торчат по два упора. Толщина стен колеблется от 0,6 до 0,45 м. Углы башни ориентированы по сторонам света. Северо-западная стена, обращённая ко второй башне, имеет два дверных проёма: нижний (1,25×0,8 м, ведёт во второй этаж) — с округлой аркой, состоящей из клиновидных камней; верхний (1×0,6 м, ведёт на третий этаж) — с аркой, сложенной напуском камней. Между упорами машикуля расположена бойница. В юго-западной стене имеется дверной проём размером 1,1×0,9 м с аркой из клиновидных камней. Он ведёт на первый этаж. Юго-восточная стена обращена к Кокадойской котловине. В ней имеется окно, три треугольных бойницы и смотровую щель, расположенную между упорами машикуля. Оконный проём (0,5×0,3 м) расположен на высоте 4 м. Левее окна расположены скульптурные бараньи головы из светлого камня, выступающие из стены. Треугольные бойницы (0,3×0,15—0,18 м) обрамлены орнаментальными углублениями. На северо-восточной стене башни расположены три окна. Над нижним окном (0,35×0,25 м) расположена сложенная напуском камней лучковая арка. Среднее и верхнее — арками, выбитыми в камнях-монолитах (0,4×0,22 и 0,3×0,2 м). Внутренняя сторона всех башенных проёмов имеет расширение.
Вторая башня расположена ниже первой (её высота примерно 8 м) и имеет точную ориентацию по странам света. С восточной стороны расположен вход в нижний этаж размерами 4×4 м. Кверху стены её сужаются до 3,3×3,3 м. На каждом этаже были двери с восточной стороны, завершающиеся арками, образованными напуском камней. Размер нижнего проёма — 1,2×0,8 м, среднего — 1,2×1 м, верхнего — около 1,2×1,1 м. Эта сильно разрушенная стена обращена к северо-западной стороне первой башни. Западная стена второй башни резко опускается вниз по склону. Она имеет два окна: нижнее — с лучковой аркой, сложенной напуском камней (0,4×0,3 м), верхнее — с аркой, высеченной в монолите (0,35×0,3 м). Южная стена описываемой башни также с двумя аналогичными окнами, в нижней части её устроена бойница. Все проёмы, сделанные в этой башне, с внутренней стороны расширяются. Третья башня сохранилась плохо, и обмеры её не производились. На первой башне есть углублённый узор, обыгрываемый светотенью, и выступающие из стены скульптурные головы животных. Первая башня, хорошо видимая снизу, должна была подчёркивать мастерство их создателя. Башни горы Бекхайла имеют высоту не более 8—11 м.
В 1960 году исследованием строений занимался горный (Аргунский) отряд СКАЭ в составе экспедиции под руководством археолога В. И. Марковина. Обмеры строений проводили В. И. Марковин и И. П. Химин.
Во время войны в Чечне комплекс несколько раз обстреливался вертолётами. В результате одна из башен и жилые постройки были разрушены до основания.

## Галерея

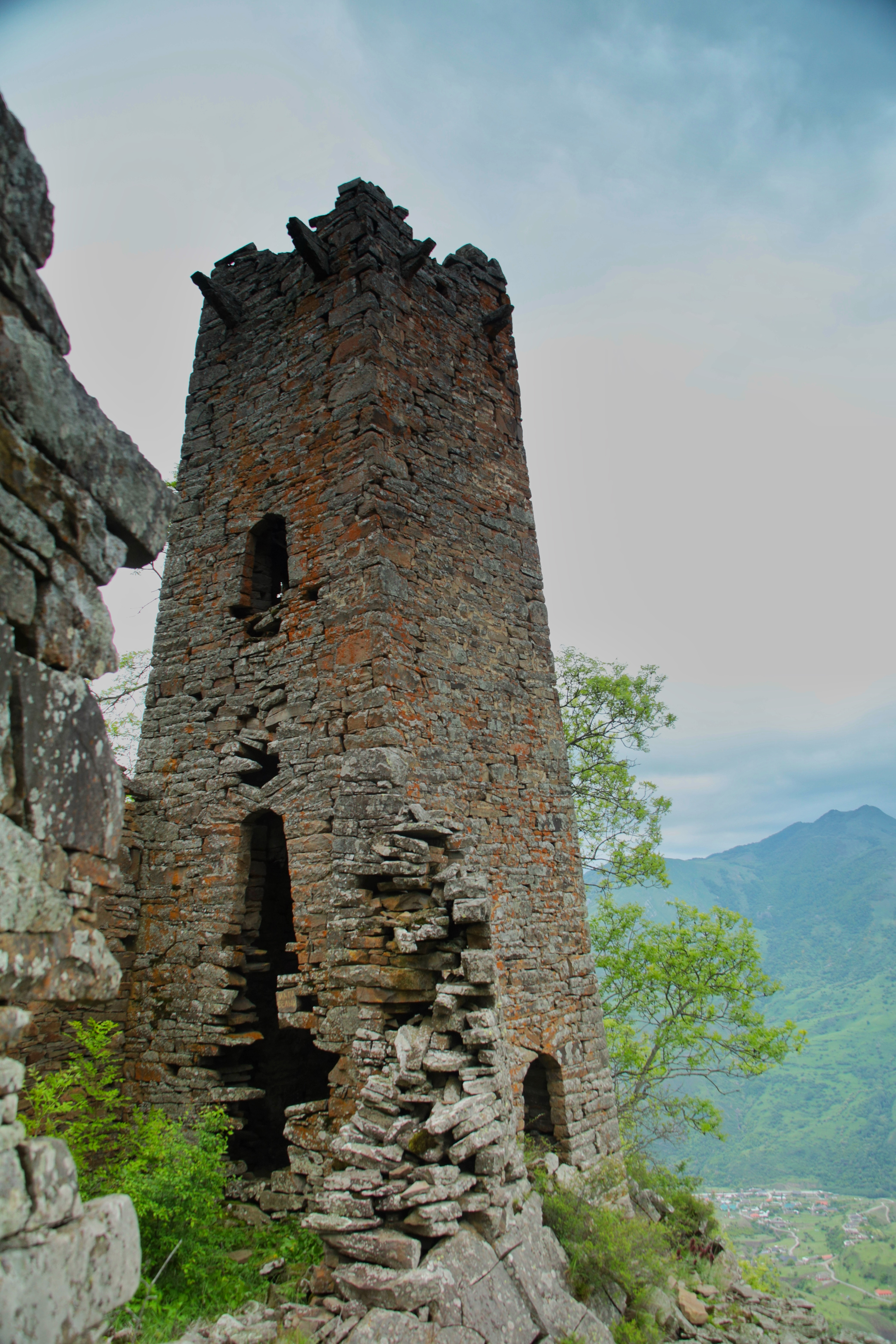
Башня на фоне горного массива, 2024 год.
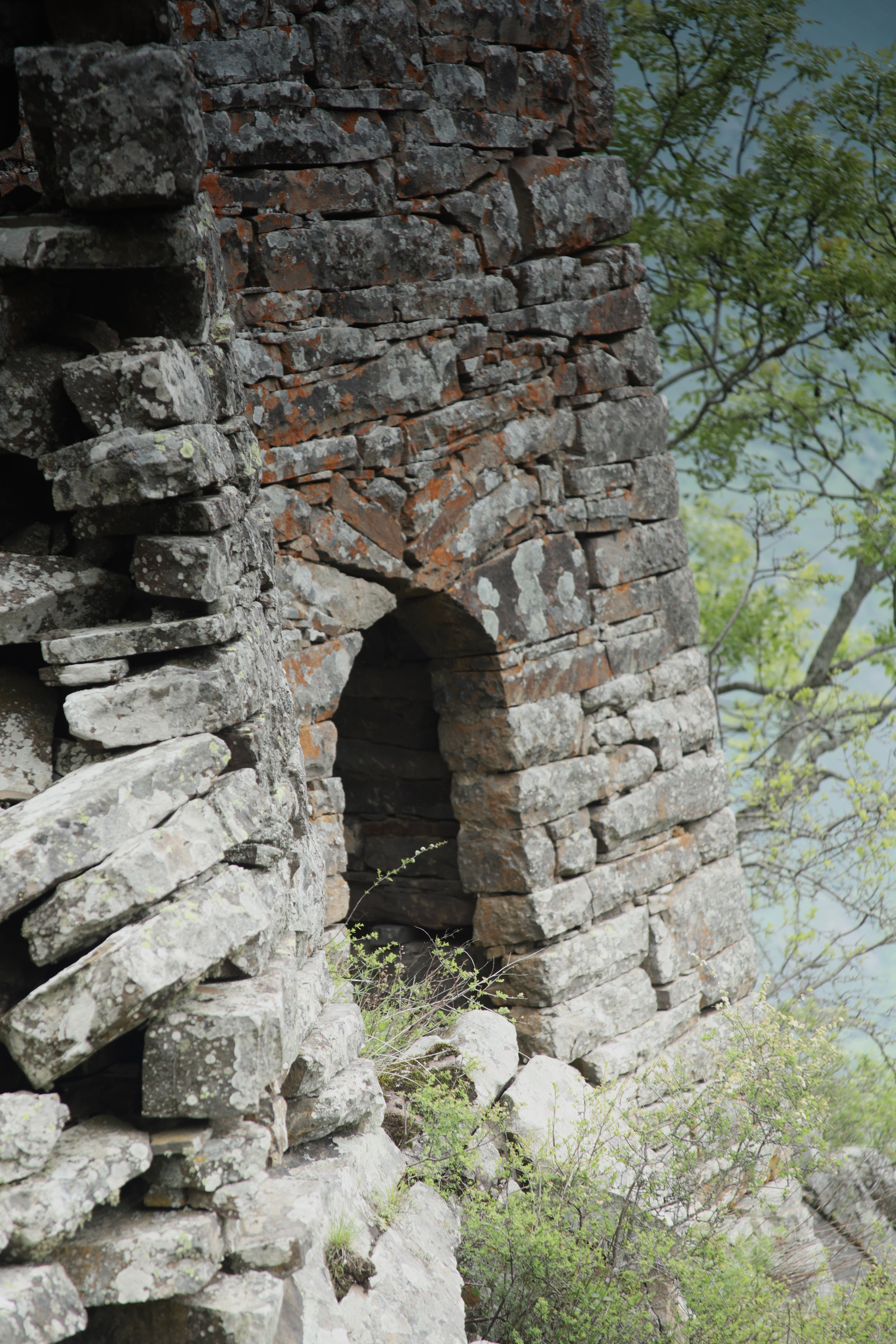
Вход в башню
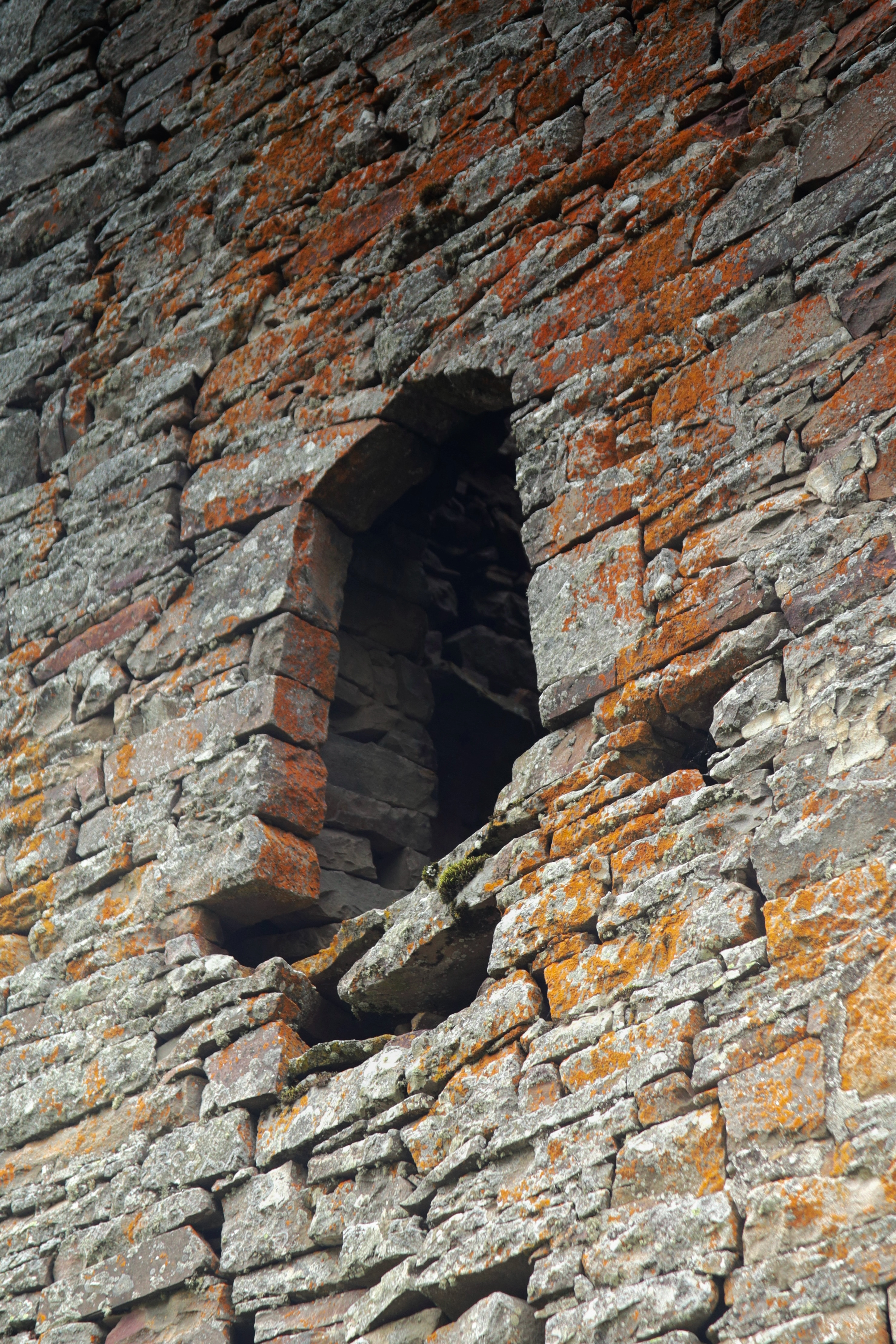
Проём в башне